# Multiplexor de terminals
Un multiplexor de terminals és un programa que emula als antics concentradors de terminals, i que es pot utilitzar per multiplexar diverses sessions d'inici de sessió basades en pseudoterminals dins d'una sola pantalla de terminal, finestra d'emulador de terminal, consola del sistema de PC/estació de treball o sessió d'inici de sessió remota, o per desconnectar i tornar a connectar sessions d'un terminal. . És útil per tractar amb diversos programes des d'una interfície de línia d'ordres i per separar programes de la sessió de l'intèrpret d'ordres Unix que va iniciar el programa, especialment perquè un procés remot continuï executant-se fins i tot quan l'usuari està desconnectat.

## Característiques
Un multiplexor de terminals es pot pensar com una versió de text dels gestors de finestres gràfiques, o com una manera d'adjuntar terminals virtuals a qualsevol sessió d'inici de sessió. És un embolcall que permet executar diversos programes de text al mateix temps i proporciona funcions que permeten a l'usuari utilitzar els programes dins d'una única interfície de manera productiva.
De manera similar a Virtual Network Computing, molts multiplexors de terminals permeten a l'usuari iniciar aplicacions des d'un ordinador, i després tornar-se a connectar des d'un ordinador diferent i continuar utilitzant la mateixa aplicació sense haver de reiniciar-la. Això facilita l'accés a la mateixa sessió entre diferents ubicacions, com ara la feina i la llar. Aquests multiplexors ofereixen generalment una funcionalitat independent del terminal perquè els usuaris es puguin desconnectar i tornar a connectar mitjançant diferents tipus de terminals, permetent que les aplicacions continuïn executant-se sense ser conscients del canvi de terminals.

## Implementacions
- Byobu: una utilitat de perfil i configuració per a GNU Screen i tmux.
- dvtm : gestió de finestres de mosaic per a la consola.[1]
- Pantalla GNU : el prototip del multiplexor de terminal, llançat per primera vegada el 1987.
- mtm : catalogat com "potser el multiplexor de terminal útil més petit del món"[2]
- neercs : neercs ("pantalla" escrit al revés) és una pantalla GNU semblant a la feina. Admet miniatures de finestres i salvapantalles gràfics animats. També admet el canvi de consola 3D (canvi entre consoles assignades a les cares d'un cub) mitjançant la biblioteca d'art ASCII libcaca .
- splitvt : utilitat de terminal dividida.[3]
- TD/SMP : introduït per DEC als seus terminals VT330/340, TD/SMP era propietari i només tenia un gran suport pels seus propis servidors de terminals.
- tmux : una pantalla GNU moderna semblant a un treball, llançada el 2007; té llicència BSD, permet diversos panells (amb suport opcional del ratolí Xterm ) i té una interfície d'ordres amb script.[4] tmux pretenia permetre compartir una sola finestra entre múltiples terminals, mantenint les altres finestres de la mateixa sessió completament separades.[5] tmux forma part del sistema base d'OpenBSD des de la versió 4.6 de 2009.[6]
- Twin ("Entorn WINdow mode text"): un gestor de finestres complet per a finestres de text. Inicialment va començar com un projecte MS-DOS, més tard es va portar a Linux.[7][8]